# Kraftwerk Staudinger
Das Kraftwerk Staudinger ist ein vorwiegend mit Steinkohle befeuertes Dampfkraftwerk bei Großkrotzenburg im Bundesland Hessen, in der Nähe von Hanau, direkt am Main gelegen. Es ist nach dem ersten Aufsichtsratsvorsitzenden der PreussenElektra, Hans Staudinger benannt und wird von der Uniper Kraftwerke GmbH betrieben. Seit der 2011 erfolgten Stilllegung des Kernkraftwerks Biblis war es das größte Kraftwerk Hessens. Es verfügte zwischenzeitlich über fünf Blöcke, von denen die Blöcke 1, 2 und 3 im Winter 2012/13 stillgelegt wurden.

## Technische Anlagen
Das Kraftwerk verfügte über fünf Blöcke. Ein geplanter sechster Block wurde 2012 aus wirtschaftlichen Gründen abgesagt. Die Blöcke 2 und 3 wurden zum 31. Dezember 2012, ersterer nach langjährigem Stillstand, endgültig stillgelegt; Block 1 folgte nach dem Ende der Heizperiode zum 30. April 2013. Block 4 und Block 5 können nur noch von der Bundesnetzagentur und dem Netzbetreiber zur Sicherung der Netzstabilität genutzt werden.
Zur Anlieferung der Kohle mit Ganzzügen besteht ein elektrifizierter Gleisanschluss an die Main-Spessart-Bahn, der Hauptanteil wurde per Schiff über den Main angeliefert.
| Block | Brenn- stoff   | El. Netto- leistung | Inbetrieb- nahme   | Still- legung                       | Einsatz               |
| ----- | -------------- | ------------------- | ------------------ | ----------------------------------- | --------------------- |
| 1     | Steinkohle     | 249 MW              | 1965               | 2012/2013 1                         | Mittellast, Fernwärme |
| 2     | Steinkohle     | 249 MW              | 1965               | 2001 (Kaltreserve)/2012             | Mittellast, Fernwärme |
| 3     | Steinkohle     | 293 MW              | 1970               | 2012                                | Mittellast            |
| 4     | Erdgas, Heizöl | 622 MW              | 1977               | 2012 (Netzreserve) / 2031 (geplant) | Spitzenlast           |
| 5     | Steinkohle     | 510 MW              | 1992               | 2024 (Netzreserve) / 2031 (geplant) | Grundlast, Fernwärme  |
| 6     | Steinkohle     | 1055 MW             | Planung aufgegeben | Planung aufgegeben                  | Grundlast, Fernwärme  |

1 Reserve zur Absicherung der Fernwärme bis zum 30. April 2013
2 Reserve der Bundesnetzagentur bis 2018

### Blöcke 1, 2 und 3
Die baugleichen und je 249 MW starken Blöcke 1 und 2 wurden 1965, der 293 MW Nettoleistung liefernde Block 3 1970, jeweils als Mittellastkraftwerke, in Betrieb genommen und zum 31. Dezember 2012 stillgelegt. Block 1 wurde über dieses Datum hinaus noch bis zum 30. April 2013 zur Absicherung der Fernwärmeversorgung betriebsbereit vorgehalten.
Alle drei Blöcke dienten der Erzeugung von Mittellaststrom, Block 1 und Block 2 außerdem der Auskopplung von Fernwärme. Block 2 wurde im April 2001 in die Kaltreserve überführt und bis zur formellen Stilllegung nicht mehr angefahren.
Im Jahre 2006 kündigte E.ON (heute Uniper) an, Staudinger 1 und 3 sowie den de facto seit 2001 nicht mehr betriebenen Block 2 zum 31. Dezember 2012 endgültig stillzulegen. Zu diesem Zeitpunkt ging das Unternehmen von einer Betriebsaufnahme von Staudinger 6 während des Jahres 2012 aus. Weil mit Stand 2010 von einer Inbetriebnahme des Blockes 6 nicht vor 2016 auszugehen war, entschloss sich E.ON im Herbst 2010 dazu, die Verzichtserklärung zumindest für Block 1 zu widerrufen. Diesem Ansinnen E.ONs gab das Regierungspräsidium Darmstadt im Mai 2011 statt. Am 31. August 2011 empfahl die Bundesnetzagentur, aufgrund der im Zuge der Abschaltung älterer Atomkraftwerke zu erwartenden Stromengpässe im Winter 2012/2013 einen Weiterbetrieb von Block 3 bis mindestens zum 31. März 2013 zu prüfen.
Im Dezember 2012 gab das Regierungspräsidium Darmstadt entgegen einer früheren Entscheidung bekannt, dass Block 1 wie auch die Blöcke 2 und 3 wie vorgesehen zum Jahresende 2012 stillgelegt werden müsse. Grundlage für diese Entscheidung war die zurückgewiesene Klage E.ONs bezüglich des Weiterbetriebs des Kraftwerks Datteln, wo E.ON wie auch beim Kraftwerk Staudinger zunächst eine Stilllegung der Altblöcke beantragt und später wieder zurückgenommen hatte. Diese gerichtliche Entscheidung sei auch für das Kraftwerk Staudinger bindend; die Betriebsgenehmigung erlösche damit zum 1. Januar 2013, da die durch E.ON gegebene Stilllegungserklärung trotz späterer Widerrufung nicht rückgängig gemacht werden könne. Damit sei die später beantragte Verlängerung der Betriebsdauer von Block 1 nicht möglich. Weil zur Absicherung der Fernwärmeversorgung Hanaus und Großkrotzenburgs in der Heizperiode 2012/2013 noch keine anderweitige Reserve zur Verfügung stand, wurde der Weiterbetrieb des Blockes 1 bis zum 30. April 2013 geduldet.
Block 1 und 2, die mit Durchlaufkühlung betrieben wurden, verfügten über jeweils zwei 38 Meter hohe Ventilatorkühltürme, die bei sommerlicher Hitze oder niedrigem Pegel des Mains zugeschaltet werden konnten, um die Belastung des Flusses durch erwärmtes Kühlwasser zu verringern. Block 3, welcher über einen 50 Meter hohen Ventilatorkühlturm verfügt, konnte sowohl im Durchlauf- als auch im Kreislaufkühlbetrieb gefahren werden. Die Schornsteine von Block 1, 2 und 3 sind jeweils 195 Meter hoch.
Bis Ende 2018 sollten die im oberen Teil aus Ziegeln bestehenden Schornsteine der Blöcke 1 und 2 weitgehend zurückgebaut werden. Diese waren marode und stellten eine Gefahr durch Steinschlag dar. Der Rückbau der stillgelegten Blöcke 1 bis 3 sowie des aus Beton bestehenden Schornsteins von Block 3 ist dagegen derzeit aufgrund der hohen Kosten noch offen. Er soll erst erfolgen, wenn es Interessenten für eine Nachnutzung des für den Kraftwerksbetrieb nicht mehr benötigten Geländes gibt.

### Block 4

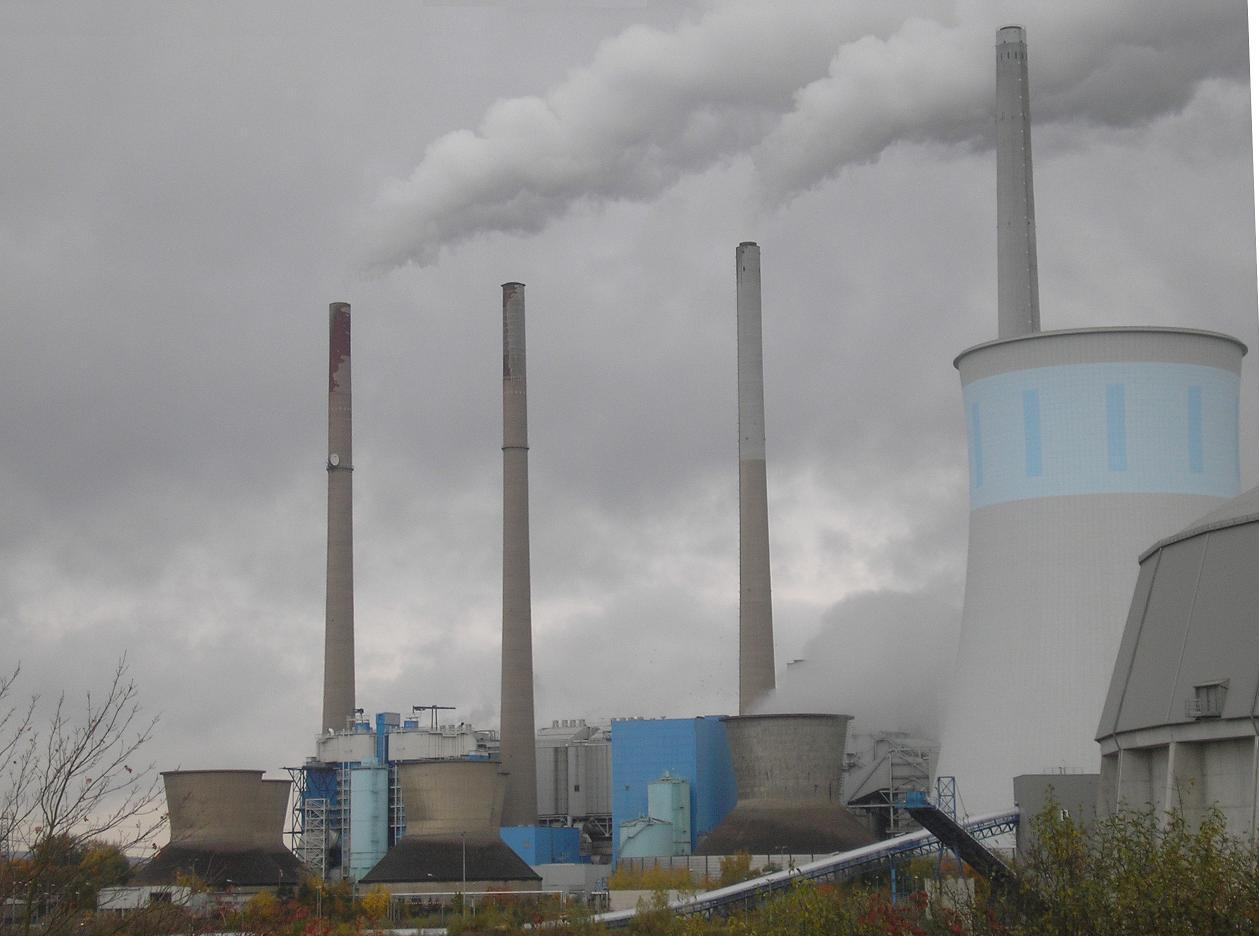
Kamine und Kühltürme, ganz rechts der Kühlturm von Block 4

Block 4 wird mit Erdgas befeuert und dient der Erzeugung von Spitzenlaststrom. Der mit 622 Megawatt Nettonennleistung stärkste Block des Standortes wurde 1977 in Betrieb genommen. Der Kühlturm von Block 4 ist 128 Meter hoch; sein Schornstein ist 250 Meter hoch und damit der höchste Schornstein in Hessen. Im Jahre 2009 wurde der Kühlturm von Block 4 innen saniert, 2011 folgte die Sanierung der Außenwände. Im Zuge der Außensanierung erhielt der Kühlturm einen neuen Anstrich in lichtgrau mit einem himmelblauen Ring in der oberen Hälfte.
Im Mai 2012 meldete die Financial Times Deutschland, dass E.ON plane, Block 4 sowie drei Gaskraftwerke in Bayern wegen mangelnder Rentabilität 2013 stillzulegen. Vonseiten E.ONs wurden diesbezügliche Meldungen zunächst dementiert. Ende 2012 kündigte E.ON an, den Block abschalten zu wollen, und meldete ihn zum 1. Dezember 2012 von der Teilnahme am Strommarkt ab. Aufgrund einer Vereinbarung mit der Bundesnetzagentur, die den Block für systemrelevant erklärt hatte, wurde Block 4 bis zum Ende des ersten Quartals 2016 von E.ON in Betriebsbereitschaft gehalten. Am 2. Februar 2015 entsprach die Bundesnetzagentur dem Antrag des Übertragungsnetzbetreibers TenneT TSO, die Ausweisung der Systemrelevanz des Blockes Staudinger 4 ab Ende des ersten Quartals 2016 um zwei Jahre bis zum 2. Mai 2018 zu verlängern.
Mit der Entscheidung der Bundesnetzagentur vom 1. September 2017 wurde die Systemrelevanz des Blockes 4 für weitere zwei Jahre bis zum 4. Mai 2020 bestätigt. Weitere Verlängerungen folgten:
- Am 14. September 2018 bis zum 30. Juni 2020,[13]
- am 30. September 2019 bis zum 20. November 2021,[14]
- am 8. September 2021 bis zum 20. November 2023,[15]
- am 24. Mai 2022 bis zum 31. März 2025[veraltet][16]
- sowie am 24. Mai 2024 bis zum 31. März 2031.

Das Anfahren des Blockes wird seit Dezember 2012 von der Bundesnetzagentur und dem Netzbetreiber TenneT gesteuert. Die Betriebsbereitschaft der Blöcke 4 und 5 ist unabhängig voneinander.

### Block 5

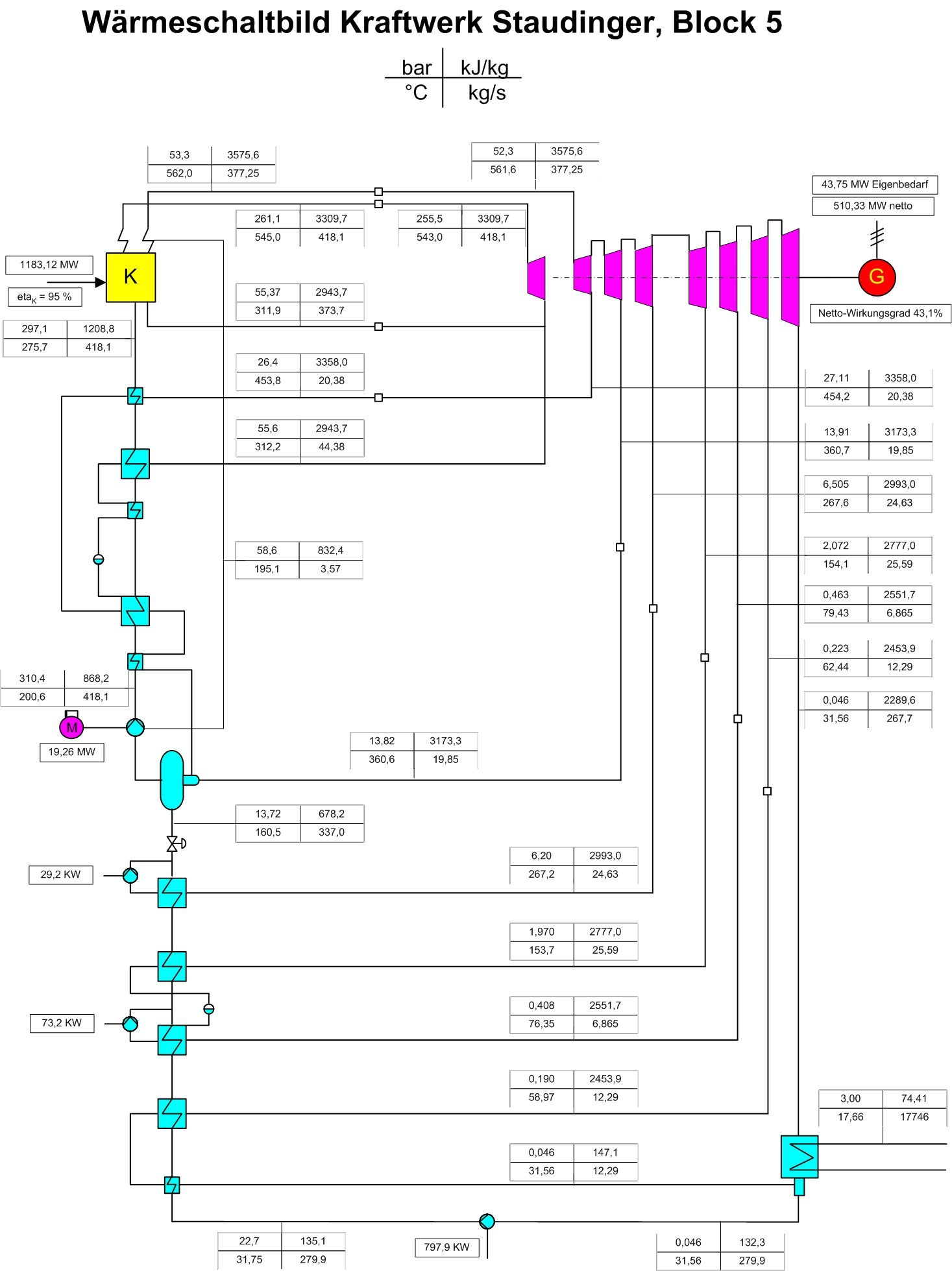
Wärmeschaltbild Kraftwerk Staudinger, Block 5

Block 5 wurde 1992 in Betrieb genommen, hat 510 Megawatt Nennleistung und erzeugt neben Strom auch Fernwärme. Eine Besonderheit des Blocks ist, dass er keinen Schornstein hat, sondern die gereinigten Rauchgase über den 141 Meter hohen Kühlturm emittiert werden. Er wird mit Steinkohle befeuert; kommunale und kommunalähnliche Klärschlämme (drei Prozent) werden dabei ebenfalls verbrannt.
Jährlich wurden 60.000 Tonnen Klärschlamm entsprechend 10 % der in Hessen anfallenden Gesamtmenge verbrannt. In Block 5 werden stündlich maximal 19 Tonnen Petrolkoks durch Verbrennung entsorgt. Dem Kraftwerk Rostock, das zwei Jahre später ans Netz ging, diente Block 5 als Vorlage.
Am 12. Mai 2014 kam es nach Abriss der Kesselumwälzpumpe während des Leistungsbetriebs zu einem schlagartigen Austritt von größeren Mengen unter Druck stehendem Wasserdampf, infolge dessen mehrere Löcher in die Fassade gerissen wurden und erheblicher Sachschaden um den Bereich der Austrittsstelle entstand. Daraufhin wurde der Block 5 herunter gefahren. Ursache war die ausgerissene Pumpenglocke der Kesselumwälzpumpe. Der Schaden wurde auf 25 Millionen Euro geschätzt, der Betriebsausfall war darin nicht enthalten. Nachdem Block 5 ab dem 6. Januar 2015 einen Probebetrieb absolviert hatte, nahm er am 15. Januar 2015 mit Genehmigung des Regierungspräsidiums Darmstadt wieder den Regelbetrieb auf.
Im Oktober 2017 beantragte der Betreiber Uniper bei der Bundesnetzagentur, das Kraftwerk während der Sommermonate Juni bis August stillzulegen. Diese Regelung sollte zunächst von 2018 bis 2020 gelten. Hintergrund war die finanziell schlechte Situation des Kraftwerks. Laut Uniper sei die wirtschaftliche Lage des Kraftwerks „generell schwierig“, aber gerade in den nachfrageschwachen Sommermonaten sei es kaum mehr möglich genügend Einnahmen zu erzielen. Die Alternative zu der sommerlichen Außerbetriebnahme sei die endgültige Stilllegung des Blockes. Die Bundesnetzagentur genehmigte diese sommerliche Betriebspause für 2018. Die vorläufige Stilllegungsanzeige über die Sommermonate wurde von Uniper Ende 2018 aufgrund gestiegener Strompreise widerrufen – ein Betrieb des Blocks erschien dadurch wieder rentabel.
Im Sommer 2022 musste Uniper den Betrieb des Blockes vorübergehend drosseln, da infolge der Dürre in Europa der Pegel des Rheins so weit gefallen war, dass der Kohletransport per Schiff eingeschränkt war.
2021 erhielt Uniper für den Kraftwerksblock einen Zuschlag bei der vierten Ausschreibung zum Ausstieg aus der Kohleverstromung in Deutschland und hätte damit nach dem Kohleverstromungsbeendigungsgesetz ab dem 22. Mai 2023 keine Kohle mehr verfeuern dürfen. Die Energiekrise seit 2021 machte den Weiterbetrieb des Kraftwerks aber erforderlich und für Uniper wirtschaftlich attraktiv. Der Betrieb war zunächst bis zum 31. März 2024 befristet. Der verantwortliche Übertragungsnetzbetreiber Tennet zeigte der Bundesnetzagentur aber die Systemrelevanz des Blocks an. Dieser darf nun bis zum 31. März 2031 nicht stillgelegt werden.
Block 5 versorgte bis zum Ende des Regelbetriebes am 31. März 2024 etwa 19.000 Abnehmer in Hanau und Großkrotzenburg mit Fernwärme. Zwischenzeitlich wurde die Wärmeversorgung über eine Reihe von Heizkesseln im Kraftwerk sowie der Stadt Hanau gewährleistet. Die Stadtwerke Hanau bauten zusammen mit Mainova bis damals geplant Oktober 2024 ein neues Gaskraftwerk auf dem Areal einer ehemaligen Kaserne in Hanau-Großauheim, das Gemeinschaftskraftwerk Hanau. Dieses sollte ab der Winterperiode 2024/2025 die Versorgung mit Fernwärme übernehmen. Errichtet wurden drei Gasmotoren-Blockheizkraftwerke mit je 10 MW Leistung, drei zugehörige Wärmespeicher und zwei Reservekessel mit 8 MW. Das Kraftwerk wurde von Engie Deutschland als Generalunternehmer gebaut.

### Ehemals geplante Erweiterung um Block 6
Im Zuge der Modernisierung seiner Kraftwerksanlagen beschloss E.ON im Dezember 2006, das Kraftwerk Staudinger um einen sechsten Block mit einer elektrischen Nettoleistung von 1.055 MW zu erweitern (1.100 MW elektrische Bruttoleistung, Auslegung geplant wie Datteln 4). Ursprünglich waren die Stadtwerke Hannover mit einem Anteil von 12,6 % an Block 6 beteiligt, zogen sich jedoch Ende 2010 zurück. Am 29. Dezember 2010 erteilte das Regierungspräsidium Darmstadt die erste Teilgenehmigung für Block 6. Im November 2012 gab E.ON bekannt, auf das Projekt zu verzichten. Als Grund wurden wirtschaftliche Überlegungen genannt, da die energiewirtschaftliche Situation keine hinreichende Investitionssicherheit biete.
Technische Daten zum geplanten Block 6:
- Einsatz in der Grundlast
- elektrische Leistung: 1055 Megawatt
- Fernwärmeauskopplung: 300 Megawatt
- Wirkungsgrad: 46 %
- Kühlturmhöhe: 180 m
- Kesselhaushöhe: 122 m
- Brennstoff: Steinkohle
- Brennstoffverbrauch: 385 Tonnen Steinkohle pro Stunde = drei Mio. Tonnen/a
- CO2-Emission: 5,2 Mio. Tonnen/a
- Feinstaub-Emission: 221 Tonnen/a
- Schwefeldioxid-Emission: 1219 Tonnen/a
- Stickoxid-Emissionen: 3554 Tonnen/a
- Investition: 1,2 Milliarden Euro, davon 12,6 % Stadtwerke Hannover
- Baubeginn: geplant war Herbst 2008
- Inbetriebnahme: geplant war 2012

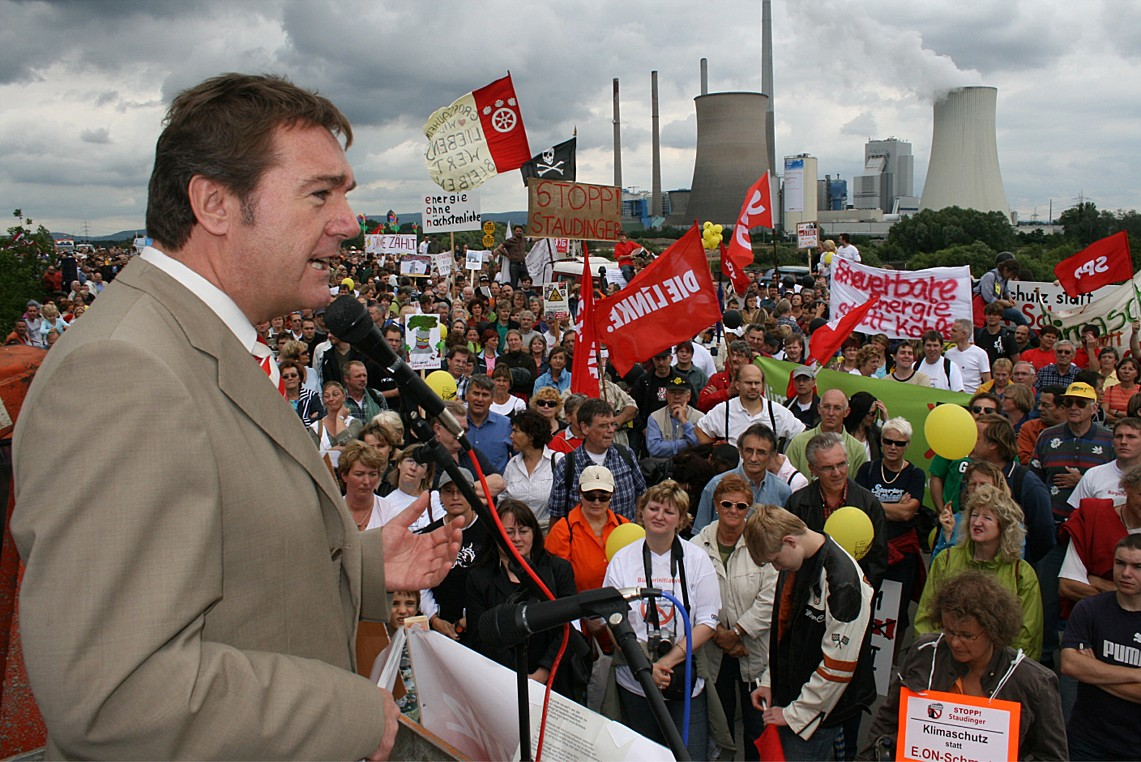
Demonstration gegen Block 6 am 30. Juni 2007 Abschluss-Kundgebung auf der Limesbrücke

Gegen die Ausbaupläne der E.ON sprachen sich zahlreiche Gemeinden, Städte und Bürgerinitiativen in der Region aus, da sie keine zusätzliche Belastung der Rhein-Main-Region hinnehmen wollten. Durch die Höhe des Kühlturms, der zur Abgasableitung genutzt werden sollte, ergab sich ein Radius von 10 Kilometern, in dem die höchste Schadstoffbelastung (Immission) entstanden wäre. Dieser Radius reichte von Maintal bis Alzenau und von Erlensee bis Rodgau-Dudenhofen. Durch die hessische Landesregierung wurde 2008 ein Raumordnungsverfahren eingeleitet, um die Bedenken in der Region in die Überlegungen zum Standort einzubeziehen. Im Anschluss stellte E.ON die Genehmigungsanträge nach dem Bundes-Immissionsschutzgesetz (BImSchG) und dem Wasserhaushaltsgesetz (WHG).
Seit Anfang 2007 bis zum Ende des Bauprojektes gab E.ON die kostenlose Zeitung neben.an heraus. In dieser wurde das Kraftwerk Staudinger in seiner damaligen Form vorgestellt und beispielsweise Berichte über Tage der offenen Tür veröffentlicht oder die Technik der Fernwärme allgemeinverständlich erläutert.
Am 29. Dezember 2010 erteilte das Regierungspräsidium Darmstadt die Teilgenehmigung für Block 6. Die zweite Teilgenehmigung zur Errichtung der Baugruben und der Werksstraßen erfolgte im Mai 2011. Im März 2012 wurde die wasserrechtliche Genehmigung für die Blöcke 4 und 5 sowie den geplanten Block 6 befristet bis 2028 erteilt. Die Genehmigung sieht u. a. vor, die Einleitung von Quecksilber bis zum Jahr 2018 schrittweise von damals 507 Gramm auf 231 Gramm pro Jahr zu verringern. Mitte November 2012 gab E.ON bekannt, auf den Bau von Block 6 zu verzichten; am 3. Dezember 2012 wurde die Genehmigung an das Regierungspräsidium zurückgegeben.

### Kohlerundlager

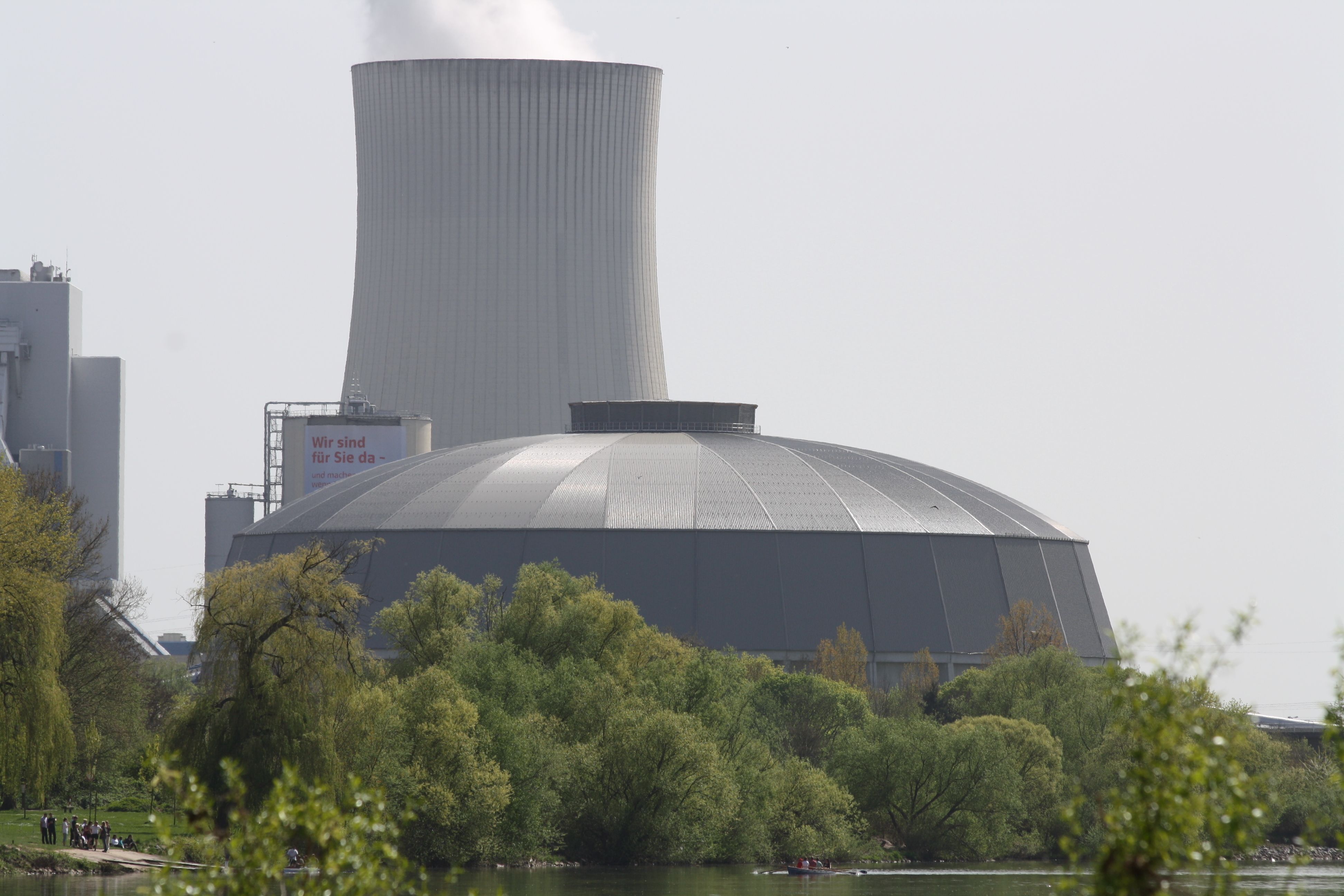
Kohlerundlager

Im November 2007 erteilte das Regierungspräsidium Darmstadt die Baugenehmigung für zwei geschlossene Kohlerundlager, beide mit einer Höhe von 58 Metern, einem Durchmesser von 125 Metern und einem Fassungsvermögen von jeweils 220.000 Tonnen Steinkohle. Nach Angaben von Uniper gibt es kein vergleichbares Bauwerk in Deutschland. Der Bau des ersten Kohlerundlagers wurde 2010 abgeschlossen. Im heißen Sommer 2010 gab es einen Schwelbrand im Rundlager, der zur Geruchsbelästigung der Anwohner führte. Das zweite Lager wurde aufgrund des Verzichts auf Block 6 nicht gebaut.

### Netzanschluss
Der Netzanschluss für Block 1 erfolgt auf der 220-kV- und für die Blöcke 3 bis 5 auf der 380-kV-Höchstspannungsebene in das Stromnetz des Übertragungsnetzbetreibers Tennet TSO.

## Emission von Schadstoffen und Treibhausgasen
Kritiker bemängelten am Kraftwerk Staudinger die hohen Emissionen an Stickstoffoxiden, Schwefeloxiden, Quecksilber und Feinstaub, an dem Krebs erzeugende Substanzen (Blei, Cadmium, Nickel, PAK, Dioxine und Furane) haften können. Eine von Greenpeace bei der Universität Stuttgart in Auftrag gegebene Studie kommt 2013 zu dem Ergebnis, dass die 2010 vom Kraftwerk Staudinger ausgestoßenen Feinstäube und die aus Schwefeldioxid-, Stickoxid- und NMVOC-Emissionen gebildeten sekundären Feinstäube statistisch pro Jahr zu 511 verlorenen Lebensjahren führen (Rang 12 der deutschen Kohlekraftwerke).
Außerdem stehen angesichts des Klimawandels die CO2-Emissionen des Kraftwerkes in der Kritik von Umweltverbänden. Auf der im Jahr 2007 vom WWF herausgegebenen Liste der klimaschädlichsten Kraftwerke in Deutschland rangierte das Kraftwerk Staudinger mit 840 g CO2 pro Kilowattstunde auf Rang 29.
Im Jahr 2010 war das Kraftwerk Staudinger laut europäischem Schadstoffregister PRTR mit circa 4,5 Mio. Tonnen CO2 das Steinkohlekraftwerk mit dem vierthöchsten Kohlendioxidausstoß in Deutschland.
Das Kraftwerk Staudinger meldete folgende Emissionen im europäischen Schadstoffregister „PRTR“:
| Luftschadstoff                           | 2007          | 2008         | 2009          | 2010          | 2011          | 2012          | 2013          | 2014          | 2015          | 2016          | 2017          | 2018          | 2019          | 2020          | 2021          |
| ---------------------------------------- | ------------- | ------------ | ------------- | ------------- | ------------- | ------------- | ------------- | ------------- | ------------- | ------------- | ------------- | ------------- | ------------- | ------------- | ------------- |
| Kohlenstoffdioxid (CO2)                  | 5.410.000 t   | 4.540.000 t  | 4.580.000 t   | 4.480.000 t   | 3.840.000 t   | 3.640.000 t   | 2.560.000 t   | 900.000 t     | 2.180.000 t   | 2.430.000 t   | 1.890.000 t   | 1.580.000 t   | 1.150.000 t   | 924.000 t     | 1.130.000 t   |
| Stickstoffoxide (NOx/NO2)                | 3.590.000 kg  | 2.850.000 kg | 2.610.000 kg  | 2.770.000 kg  | 2.530.000 kg  | 2.400.000 kg  | 1.710.000 kg  | 600.000 kg    | 1.450.000 kg  | 1.650.000 kg  | 1.250.000 kg  | 1.260.000 kg  | 738.000 kg    | 617.000 kg    | 580.000 kg    |
| Schwefeloxide (als SOx/SO2)              | 1.030.000 kg  | 915.000 kg   | 839.000 kg    | 665.000 kg    | 693.000 kg    | 871.000 kg    | 589.000 kg    | 185.000 kg    | 354.000 kg    | 417.000 kg    | 572.000 kg    | 572.000 kg    | 256.000 kg    | keine Angaben | keine Angaben |
| Feinstaub (PM10)                         | 86.000 kg     | 79.100 kg    | 103.000 kg    | 69.900 kg     | 55.300 kg     | 95.700 kg     | keine Angaben | keine Angaben | 70.200 kg     | keine Angaben | keine Angaben | keine Angaben | keine Angaben | keine Angaben | keine Angaben |
| Distickstoffmonoxid (N2O)                | 64.900 kg     | 46.500 kg    | 50.700 kg     | 48.400 kg     | 48.400 kg     | 41.300 kg     | 39.200 kg     | keine Angaben | keine Angaben | 38.300 kg     | 29.100 kg     | 29.300 kg     | 17.100 kg     | 14.300 kg     | 13.300 kg     |
| Anorganische Chlorverbindungen (als HCl) | keine Angaben | 10.500 kg    | keine Angaben | 11.900 kg     | 10.500 kg     | 11.200 kg     | keine Angaben | keine Angaben | keine Angaben | keine Angaben | keine Angaben | keine Angaben | keine Angaben | keine Angaben | keine Angaben |
| Anorganische Fluorverbindungen (als HF)  | 24.800 kg     | 33.900 kg    | 21.800 kg     | 20.300 kg     | 13.800 kg     | 18.200 kg     | keine Angaben | keine Angaben | keine Angaben | keine Angaben | keine Angaben | keine Angaben | keine Angaben | keine Angaben | keine Angaben |
| Nickel und Verbindungen (als Ni)         | 731 kg        | 286 kg       | 152 kg        | 131 kg        | 79,5 kg       | 135 kg        | keine Angaben | keine Angaben | keine Angaben | keine Angaben | keine Angaben | keine Angaben | keine Angaben | keine Angaben | keine Angaben |
| Blei und Verbindungen (als Pb)           | 521 kg        | 314 kg       | keine Angaben | keine Angaben | keine Angaben | keine Angaben | keine Angaben | keine Angaben | keine Angaben | keine Angaben | keine Angaben | keine Angaben | keine Angaben | keine Angaben | keine Angaben |
| Kupfer und Verbindungen (als Cu)         | 221 kg        | 401 kg       | 101 kg        | keine Angaben | keine Angaben | keine Angaben | keine Angaben | keine Angaben | keine Angaben | keine Angaben | keine Angaben | keine Angaben | keine Angaben | keine Angaben | keine Angaben |
| Chrom und Verbindungen (als Cr)          | 151 kg        | 399 kg       | 207 kg        | keine Angaben | 112 kg        | 136 kg        | keine Angaben | keine Angaben | keine Angaben | keine Angaben | keine Angaben | keine Angaben | keine Angaben | keine Angaben | keine Angaben |
| Arsen und Verbindungen (als As)          | 77,3 kg       | 41,5 kg      | 122 kg        | 113 kg        | 91,2 kg       | 125 kg        | 32 kg         | keine Angaben | keine Angaben | keine Angaben | keine Angaben | keine Angaben | keine Angaben | keine Angaben | keine Angaben |
| Quecksilber und Verbindungen (als Hg)    | 47,1 kg       | 65,4 kg      | 31,5 kg       | 45,6 kg       | 31,7 kg       | 35,1 kg       | 29,8 kg       | keine Angaben | 30,3 kg       | keine Angaben | 20,6 kg       | keine Angaben | keine Angaben | keine Angaben | keine Angaben |
| Cadmium und Verbindungen (als Cd)        | 21,2 kg       | 16,1 kg      | 19,8 kg       | 19,1 kg       | 15 kg         | 18,1 kg       | keine Angaben | keine Angaben | keine Angaben | keine Angaben | keine Angaben | keine Angaben | keine Angaben | keine Angaben | keine Angaben |

Weitere typische Schadstoffemissionen wurden nicht berichtet, da sie im PRTR erst ab einer jährlichen Mindestmenge meldepflichtig sind, z. B. Dioxine und Furane ab 0,0001 kg, Chrom sowie Kupfer ab 100 kg, Blei sowie Zink ab 200 kg, Ammoniak und Chlorwasserstoff ab 10.000 kg, flüchtige organische Verbindungen außer Methan (NMVOC) ab 100.000 kg und Kohlenmonoxid ab 500.000 kg.
Die Europäische Umweltagentur schätzte die Kosten der Umwelt- und Gesundheitsschäden der 28.000 größten Industrieanlagen in der Europa anhand der im PRTR gemeldeten Emissionsdaten mit den wissenschaftlichen Methoden der Europäischen Kommission ab. Danach lag Staudinger auf Rang 93 der Schadenskosten aller europäischen Industrieanlagen.
| Verursacher          | Schadenskosten | Einheit         | Anteil      |
| -------------------- | -------------- | --------------- | ----------- |
| Kraftwerk Staudinger | 196 – 270      | Millionen Euro  | 0,2 – 0,3 % |
| Summe 28.000 Anlagen | 102 – 169      | Milliarden Euro | 100 %       |

## Rückbau des Kraftwerks

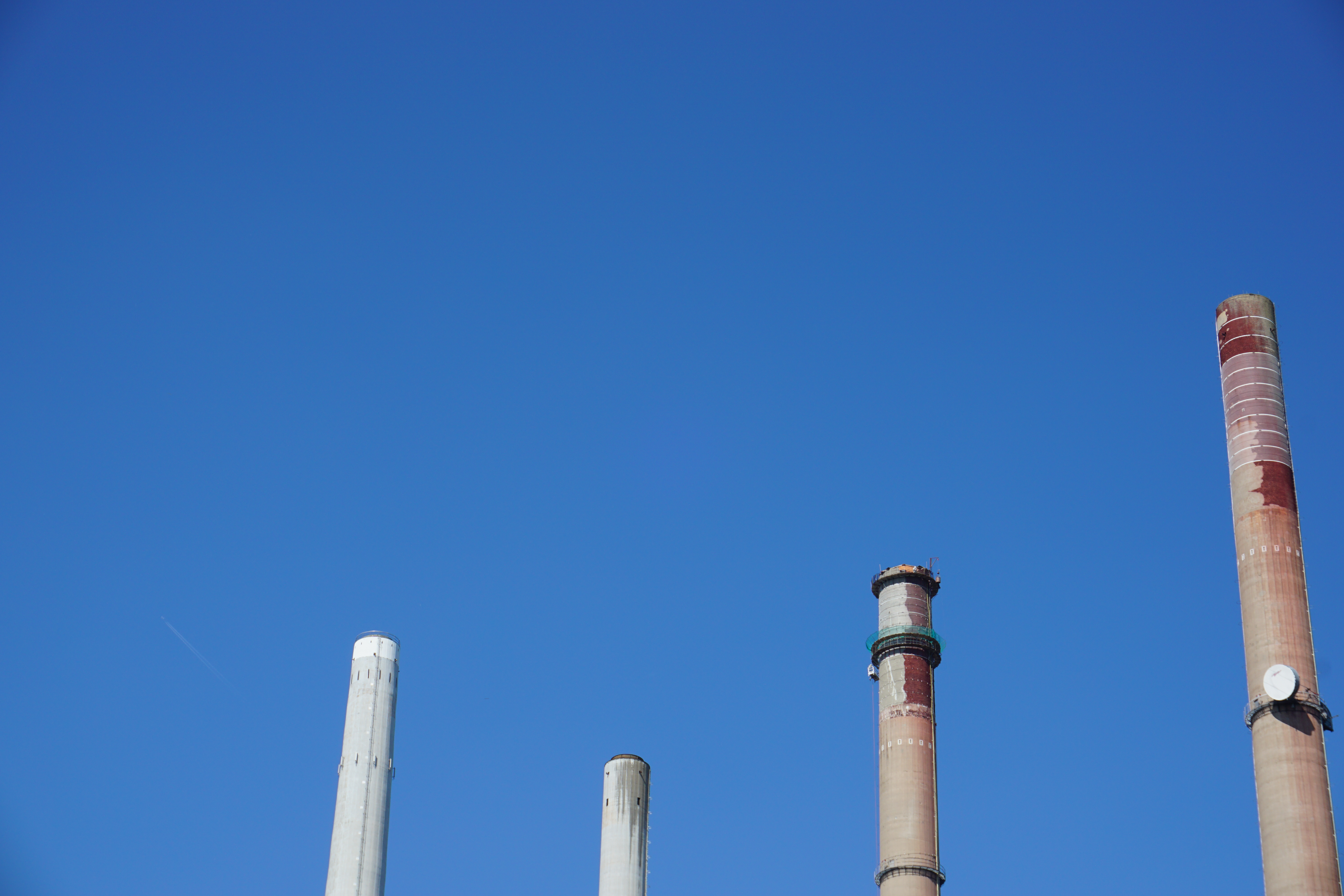
Kappung des Schornsteins im Frühjahr 2019

In den Jahren 2018 bis 2020 wurden die oberen Enden der 195 Meter hohen Schornsteine der Blöcke 1 und 2 zurückgebaut. Die oberen 30 Meter waren mit Ziegelsteinen auf die betonierten Schornsteine gemauert worden. Herabfallende Ziegelsteine machten den Schritt des vorzeitigen Rückbaus notwendig.

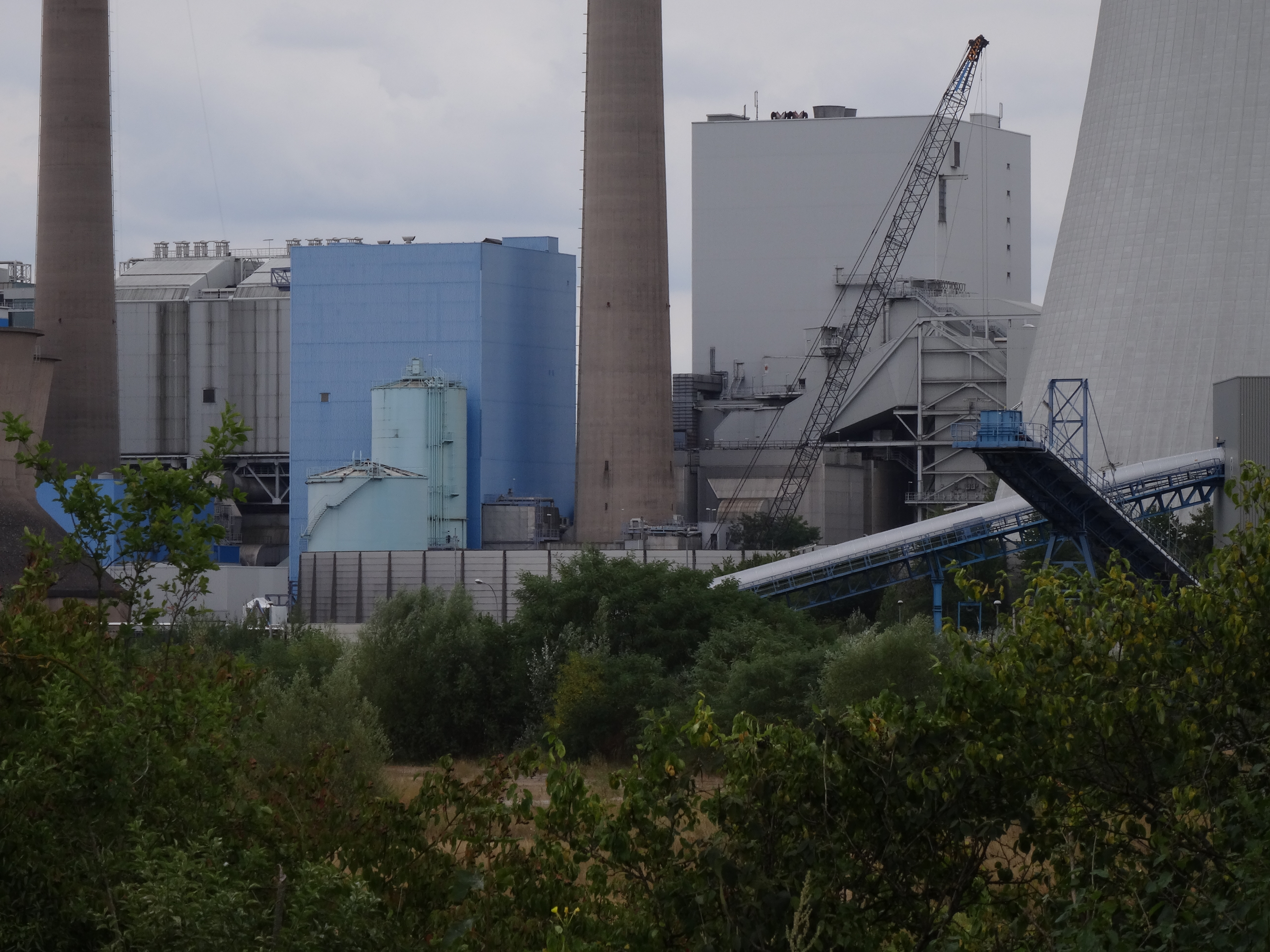
Vom Kühlturm des Blocks 3 ist am 3. August 2020 nur noch die Umrandung übrig

Der nächste Schritt des Rückbaus fand im Juli 2020 statt. Hier wurde der erste der kleineren, der 50 m hohe Kühlturm des Blocks 3, mithilfe einer Abrissbirne zum Einsturz gebracht. Aufgrund der engen Bebauung ist eine Sprengung auch bei zukünftigen Abrissarbeiten nicht vorgesehen.
Im Jahr 2023 wurde der Schornstein von Block 1 mit einem Spinnenbagger Stück für Stück rückgebaut.

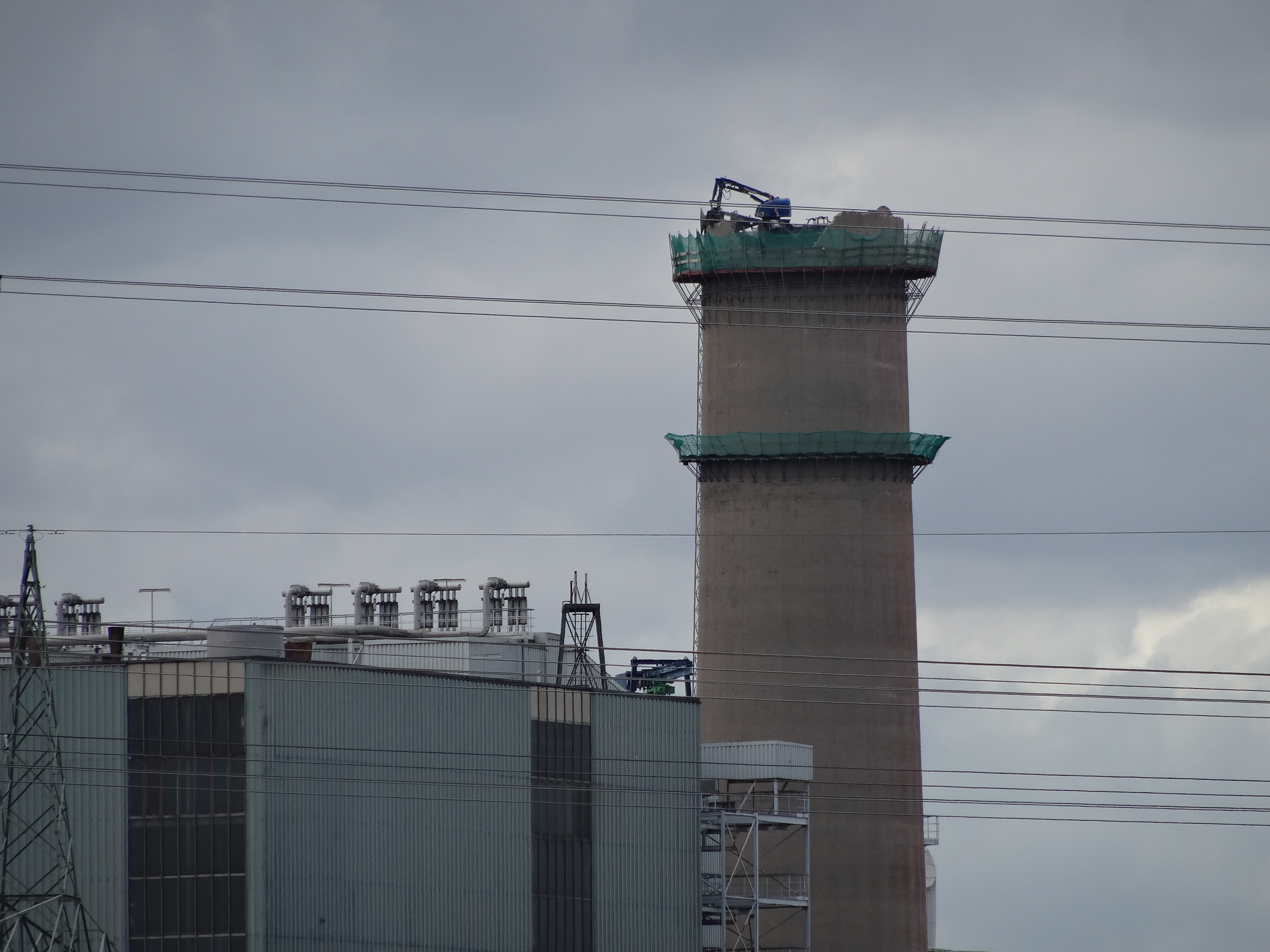
Der Schornstein von Block 1 mit dem Spinnenbagger reduziert.

Im Mai 2024 wurden die vier 38 Meter hohen Kühltürme der Blöcke 1 und 2 rückgebaut.

## Testanlage zur Stromspeicherung
Uniper plant am Kraftwerk Staudinger in Kooperation mit der Firma CMBlu eine Testanlage einer organischen Solid-Flow-Batterie. Der geplante Stromspeicher soll dabei eine Leistung von einem Megawatt bei einer Kapazität von einer Megawattstunde aufweisen. Die Inbetriebnahme ist im August 2025 erfolgt.